# John Geoghan
John J. Geoghan (asi 1935 – 23. srpen 2003) byl katolický kněz v bostonské arcidiecézi, který pohlavně zneužil velké množství chlapců (minimálně 130, ale pravděpodobně několik set). Této činnosti se během 32letého kněžského působení dopustil v šesti farnostech, protože ho jeho nadřízení překládali tam, kde ho ještě rodiče neznali. Do roku 1984 stál v čele bostonské arcidiecéze kardinál Humberto Madeiros, poté kardinál Bernard Law. Proti diecézi bylo v této věci podáno nejméně 84 žalob. Roku 1994 Geoghana kardinál Law suspendoval z aktivní kněžské služby. V roce 1998, poté, co diecéze zaplatila obětem odškodné ve výše 10 milionů dolarů v mimosoudních vyrovnáních, byl Geoghan laicizován. V lednu 2002 vyhlásil Law podobným případům nulovou toleranci a započal aféry řešit. 13. prosince 2002 odstoupil z vedení bostonské arcidiecéze.
List Boston Globe v roce 2001 přes nesouhlas arcidiecéze vymohl u soudu odtajnění rozsáhlého spisu obsahujícího 10 000 dokumentů. V lednu 2002 jejich zveřejňováním způsobil celosvětovou vlnu sexuálních skandálů duchovních a odhalení stovek zatajovaných případů.
Dne 18. ledna 2002 byl Geoghan poprvé soudně usvědčen, a to ze spáchání trestného činu sexuálního napadení desetiletého chlapce, které se událo ve veřejném plaveckém bazénu na předměstí Bostonu v roce 1991. 21. února 2002 byl Goeghan za tento čin odsouzen k 10 letům vězení. Současně čelil Goeghan obžalobě ze znásilnění sedmiletého chlapce v sousedním okrese, které však bylo počátkem března 2002 zastaveno pro promlčení.
V roce 2003 Geoghana utloukl spoluvězeň, je pravděpodobné, že jeho vraždu naplánovali vězeňští dozorci.